# لحشالفة (أولاد الحاج سايس)
لحشالفة هو دُوَّار يقع بجماعة أولاد الطيب، عمالة فاس، جهة فاس مكناس في المملكة المغربية. ينتمي الدوّار لمشيخة أولاد الحاج سايس التي تضم 28 دوار. يقدر عدد سكانه بـ 1276 نسمة حسب الإحصاء الرسمي للسكان والسكنى لسنة 2004.

## روابط خارجية
- البوابة الوطنية للجماعات الترابية نسخة محفوظة 12 مارس 2018 على موقع واي باك مشين.
- المندوبية السامية للتخطيط